# ジュゼッペ・バルトロメオ・チアリ
ジュゼッペ・バルトロメオ・チアリ（Giuseppe Bartolomeo Chiari、1654年3月10日 - 1727年9月8日）はイタリアの画家である。18世紀の初めのローマを代表する画家になり、貴族の邸宅や教会の装飾画を描いた。 

## 略歴
ローマで生まれた。カルロ・マラッタ(1625-1713)の優秀な弟子であり、20代からローマのサンタ・マリア・デル・スッフラジョ教会やサンタ・マリア・イン・コスメディン教会の壁画を制作した。パラッツォ・バルベリーニやパラッツォ・コロンナ、サン・シルベストロ・イン・カピーテ教会(Chiesa di San Silvestro in Capite)、パラッツォ・スパーダなどの装飾画を描いた。
18世紀初め、クレメンス11世が教皇であった時期に、評価が頂点に達し、この時代のローマを代表する画家になった。1723年から1725年の期間、ローマのアカデミア・ディ・サン・ルカの校長を務めた。
弟のトンマーゾ・チアリ(Tommaso Chiari: 1665 - 1733)も画家になった。ジュゼッペ・チアリの弟子にはウィリアム・ケント(1685-1748)や、パオロ・アネージ(1697–1773) 、ジョヴァンニ・アンドレア・ラザリーニ(Giovanni Andrea Lazzarini: 1710-1801)らがいる。

## 作品

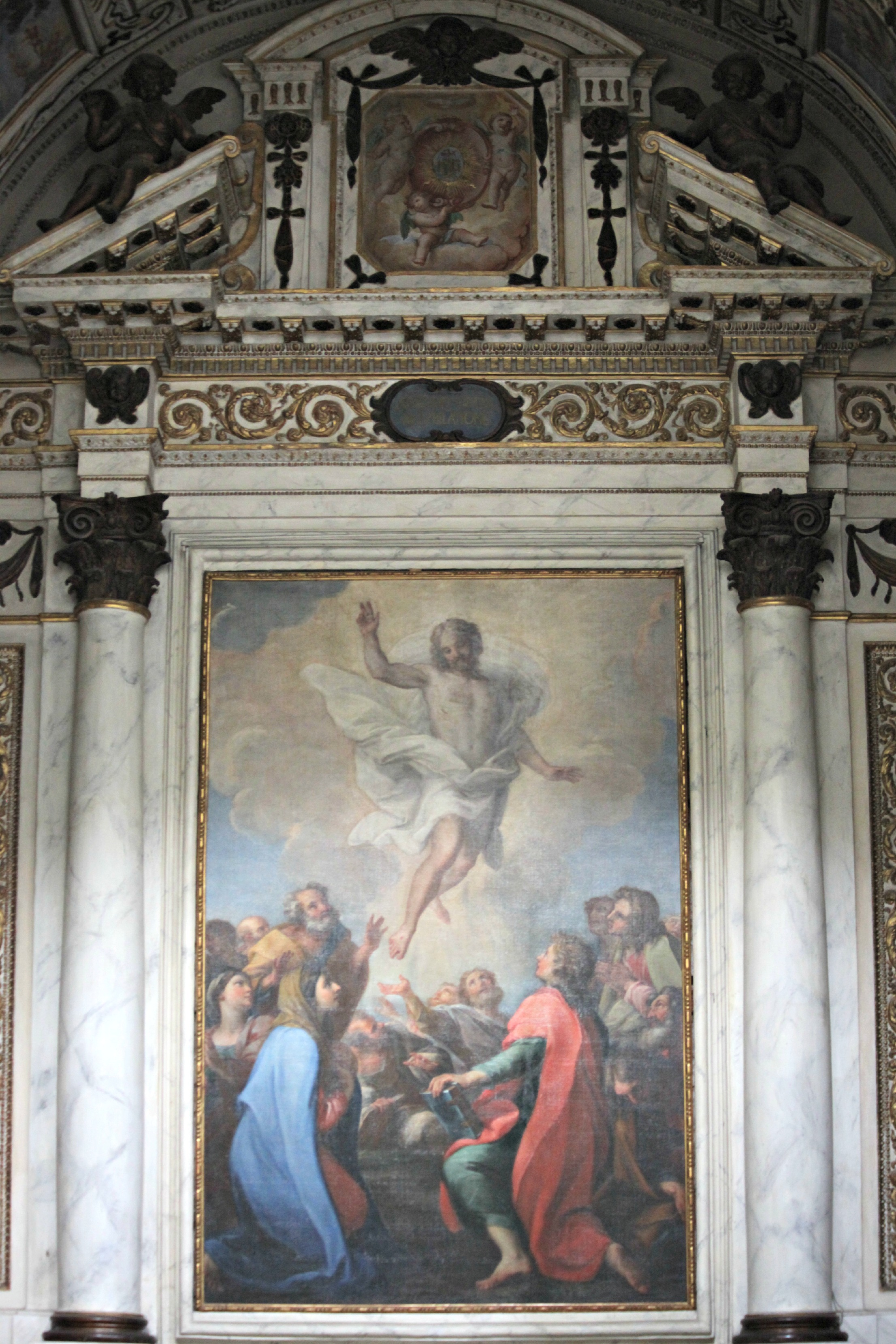
「キリストの昇天]、コッレ・ディ・ヴァル・デルザの教会装飾画
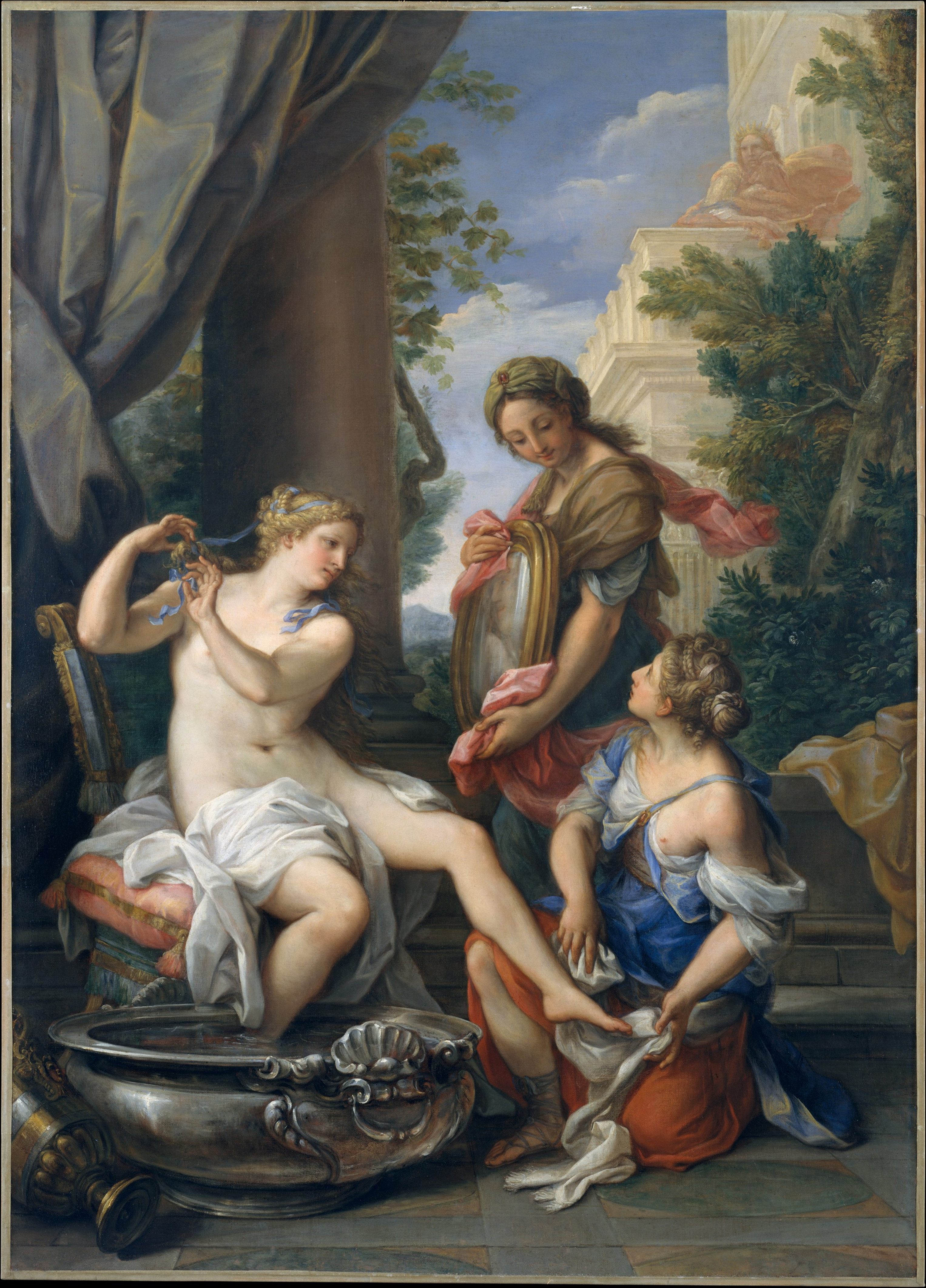
水浴するバト・シェバ (c.1700)
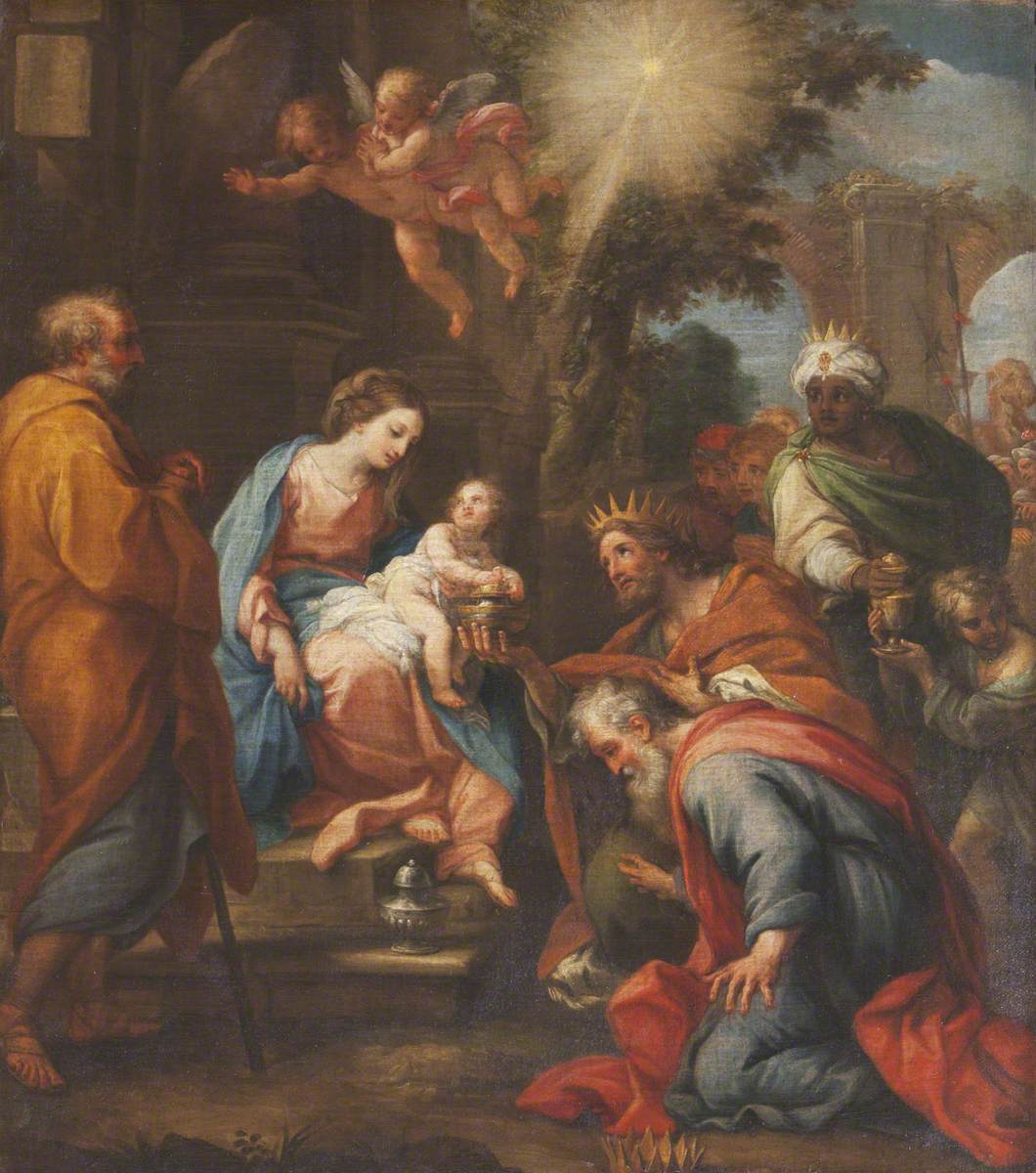
東方の三博士の礼拝
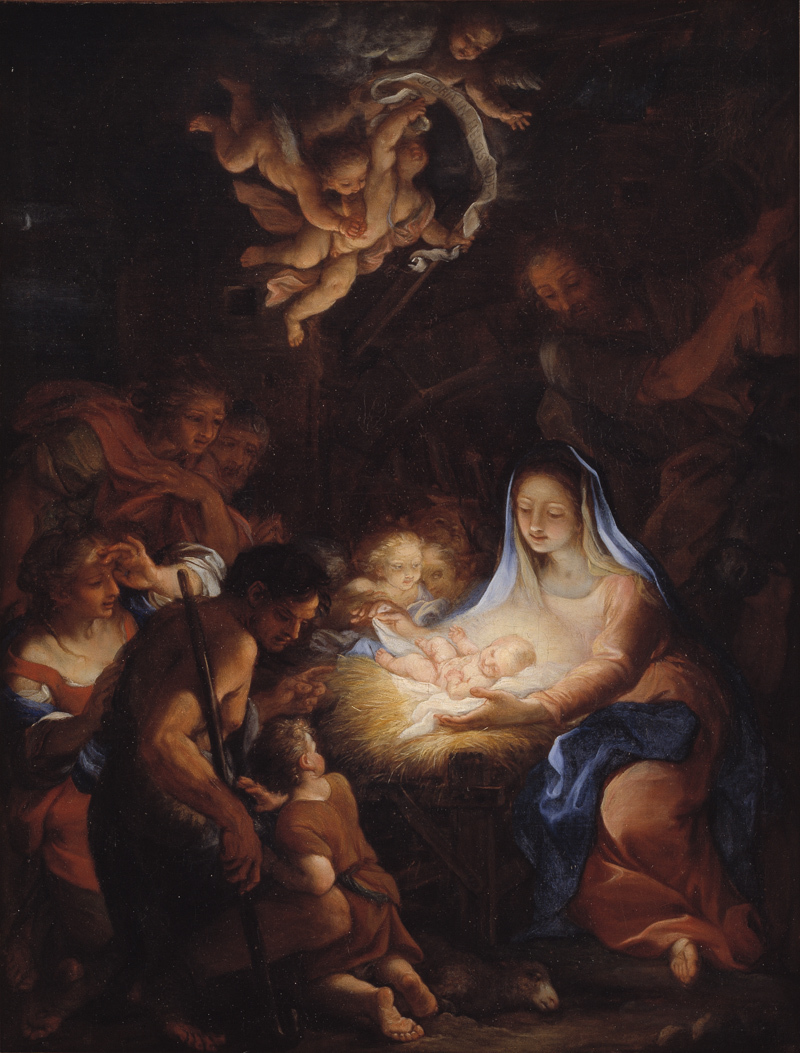
羊飼いたちの礼拝